# Изяслав (город)
Изясла́в (укр. Ізясла́в, Ізяславль, Заслав, Заславль) — город в Хмельницкой области Украины. Входит в Шепетовский район. До 2020 года был административным центром упразднённого Изяславского района.

## Географическое положение
Город расположен на реке Горынь в 127 км от Луцка и 269 км от Киева.
Расстояние до Хмельницкого по ж/д — 146 км, по автодорогам — 103 км.

## Население
По данным переписи 2001 года украинцы составляли 92,35 % населения города, русские — 5,78 %.

### Языковой состав
Родной язык населения по данным переписи 2001 года:
| Язык       | Численность, чел. | Доля     |
| ---------- | ----------------- | -------- |
| Украинский | 16 967            | 92,61 %  |
| Русский    | 1 263             | 6,89 %   |
| Другое     | 92                | 0,50 %   |
| Итого      | 18 322            | 100,00 % |

Вторжение России на Украину спровоцировало новую волну украинизации в городе, всё больше людей предпочитают говорить на украинском языке.

## История
Поскольку в Изяславе долгое времени не обнаруживались культурные слои древнерусской эпохи, считалось, что он был основан после Батыева нашествия и к нему перешло название разрушенного летописного Изяславля, который локализовали на Большом Шепетовском городище в нынешнем селе Городище. Однако после находок древнерусских артефактов под Изяславским замком и в других местах Изяслава, эта версия перестала быть доминирующей. Как показывает археология, история Изяслава древнее монгольского нашествия на Русь, а его вероятная тождественность с летописным Изяславлем, упомянутым под 1241 годом, означает, что он был разорён монголами.
Название нового города менялось в течение веков на Заслав, Жаслав, Жослав, пока в 1910 году не укоренилось окончательное ― Изяслав.
Изяслав входил в состав Галицко-Волынского княжества, в 1321 году стал частновладельческим городом великого князя литовского Гедимина. С 1386 года он — во владении князей Острожских, имевших обширные поместья на Волыни. Их право на Изяслав подтверждает грамота польского короля Владислава Ягайло. В 1448 году город перешёл во владение сына князя Острожского — Юрия. Юрий стал основателем рода князей Заславских.
В 1491 году под Изяславлем произошло сражение между татарами и войском, возглавляемым маршалком волынским, наместником новогрудским, а годом позже и великим гетманом литовским, Семёном Гольшанским и каштеляном львовским Николаем из Городца. Ещё одно примечательное сражение у Изяслава произошло в 1534 году между татарами и казаками Венцеслава Хмельницкого, который по приказу польского короля Сигизмунда I был послан перекрыть дорогу отряду крымских татар, прорвавшихся из Крыма через Бессарабию.
В 1673 году скончался последний князь рода Заславских Александр, его племянница Мария вышла замуж за литовского маршалка Петра-Кароля Сангушко, к которому город и перешёл.

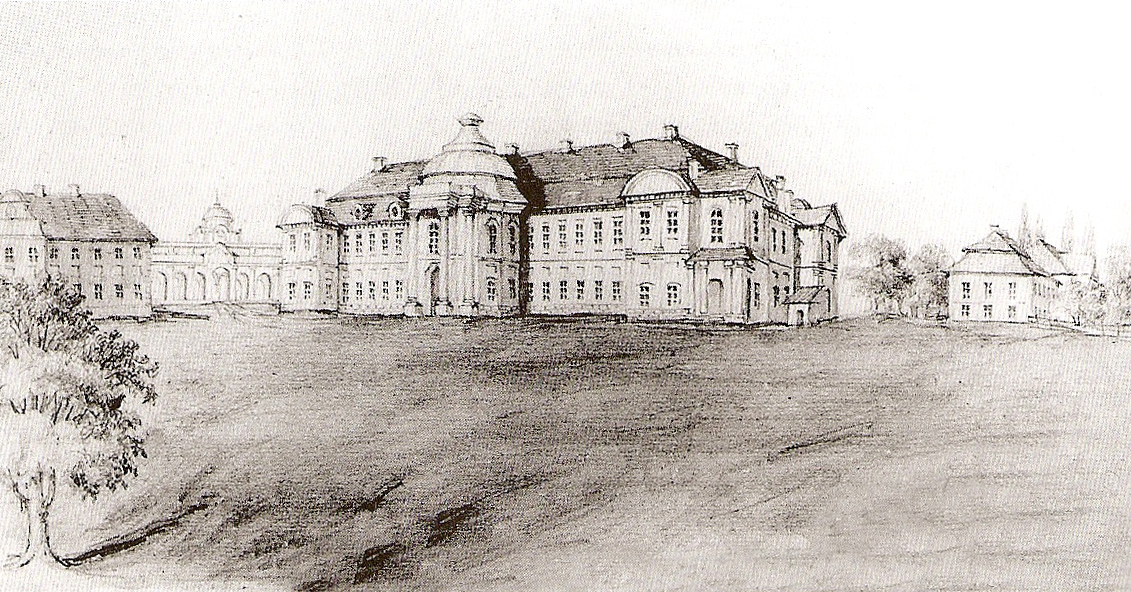
Наполеон Орда. Дворец князей Сангушко. 1872 год

В XVI—XVII веках Изяслав становится крупным экономическим центром, его сравнивают с Ярославлем, Львовом и Люблином. В 1613 году более половины жителей Старого Изяслава занимались сельским хозяйством. 40 % горожан объединяли службу, ремесло и торговлю с земледелием. По данным подворового реестра 1629 года две трети городов на Волыни насчитывали до 300 домов. В 1629 году Старый Изяслав считался городом среднего размера. Новый Изяслав, который находился на другой стороне реки Горынь, насчитывал 508 подворий. В 1648 году Богдан Хмельницкий взял штурмом Изяславский замок.
Позже по Андрусовскому перемирию Изяслав перешёл под контроль Польши. В 1793—1795 годах после вхождения левобережной и правобережной Украины в Российскую империю город был центром Изяславского наместничества, в 1796—1797 годах — центром повета Волынского наместничества, позже — той же губернии в составе России. В 1897 году в городе жило 12 611 человек, в том числе евреи — 5991, украинцы — 3990, русские — 1722, поляки — 682.
В начале XX века население Изяслава лишь немного превышало 10 тысяч человек. Причём значительный перепад произошёл между 1919 — 23 годами: в 1919 — 18 тысяч жителей, в 1923 — 10 тысяч. В 1921—1923 годах в Изяславском районе, где уже установилась советская власть, начался голод.
После окончания советско-польской войны г. Изяслав находился в непосредственной близости от советско-польской границы, установленной Рижским договором 1921 года.
С 1929 по 1935 год в городе находились 9-й Краснопутиловский Червонного казачества кавалерийский полк и 10-й Верхнеуральский Червонного казачества кавалерийский полк имени Башкирского ЦИК 2-й Черниговской Червонного казачества конной дивизии 1-го кавалерийского корпуса.
С 15 мая 1935 года в г. Изяслав находились Управление дивизии и все части 23-й кавалерийской дивизии 7-го кавалерийского корпуса Украинского военного округа. Командиры дивизии: Кириченко, Иван Григорьевич, полковник Ахлюстин, Петр Николаевич. В 1938 году 23-я кд расформирована.
В 1938 году начато строительство Изяславского укреплённого района. После присоединения Западной Украины и Западной Белоруссии к СССР линия государственной границы СССР отодвинулась на запад примерно на 200 км, в связи с чем строительство УРа остановилось.
С июля 1940 по май 1941 года в городе размещалось управление 32-й кавалерийской дивизии 5-го кавалерийского корпуса Киевского ОВО.
5 июля 1941 года советские органы власти и войска оставили город, город оккупирован немецко-фашистскими войсками.
5 марта 1944 года освобождён от немецко-фашистских войск советскими войсками 1-го Украинского фронта в ходе Проскуровско-Черновицкой операции: 60-я армия — часть войск 226-й стрелковой дивизии (командир дивизии полковник Петренко, Василий Яковлевич) 23-го стрелкового корпуса (командир корпуса генерал-майор Чуваков, Никита Емельянович); часть войск 156-го укреплённого района (комендант района полковник Гольцев, Михаил Игнатьевич) 18-го гв. стрелкового корпуса (командир корпуса генерал-майор Афонин, Иван Михайлович); часть войск 59-й инженерно-сапёрной бригады (полковник Серебряков, Борис Петрович). В освобождении города участвовали партизанские отряды под командованием Музалева Ивана Алексеевича, Одухи Антона Захаровича и Тимчука Григория Калениковича.
Войскам, прорвавшим оборону противника и освободившим Изяслав и другие города, приказом Ставки ВГК от 5 марта 1944 г. объявлена благодарность и в Москве дан салют 20-ю артиллерийскими залпами из 224 орудий.
Приказом Верховного Главнокомандующего от 19.03.1944 года № 060 в ознаменование одержанной победы соединения и части, отличившимся в боях за освобождение города Изяславль, присвоено наименование «Изяславльских»:
- 59-я инженерно-сапёрная бригада (полковник Серебряков, Борис Петрович);
- 1076-й армейский истребительный противотанковый артиллерийский полк (подполковник Калинин, Фёдор Александрович);
- 58-й отдельный дивизион бронепоездов (майор Мариджанов, Иван Сергеевич);
- 752-й истребительный противотанковый артиллерийский дивизион (капитан Пискун, Иван Яковлевич);
- 379-й отдельный батальон связи (майор Блюштейн, Лазарь Хонович)[26].

Указом Президиума ВС СССР от 19.03.1944 года за образцовое выполнение заданий командования в боях за освобождение городов Староконстантинова, Изяславля, Шумска, Ямполя, Острополя и проявленные при этом доблесть и мужество 23-я гвардейская мотострелковая Васильковская бригада награждена орденом Красного Знамени.
В начале июля 1944 года в Изяславль прибыл железнодорожный состав с бойцами 4-й запасной кавалерийской бригады (два кавполка и артдивизион), которая до этого размещалась в г. Алма-Ата (САВО) и занималась подготовкой пополнения для гвардейских кавалерийских корпусов. На этот раз командир бригады полковник Сологубовский Алексей Лукич получил особое задание — ликвидировать бандеровцев, скрывавшихся в лесах Западной Украины. Оперативная группа бригады проводила зачистки вплоть до мая 1945 года.
Летом 1945 г. в Изяславле разместились вернувшиеся из Германии части 3-го гвардейского кавалерийского корпуса. Город на тот момент относился к Львовскому, позднее к Прикарпатскому военному округу.

## Промышленность
В городе работают более десяти крупных предприятий. Среди них — хлебозавод, лесхоз, маслозавод, комбикормовый завод, ООО «Бартник» (основная деятельность: заготовка и переработка продуктов пчеловодства, экспорт), швейная фабрика, мясоперерабатывающее предприятие. За первое полугодие 2008 года выпуск промышленной продукции составил 22,9 млн гривен. Расчётный темп роста — 124,29 %. На базе завода «Харчомаш» выпускается технологическое оборудование для консервной промышленности.

## Транспорт
Железнодорожная станция на линии «Шепетовка-Подольская—Тернополь».

## Интересные факты
- Имя «Изяслав» носит вспомогательное судно Военно-морских сил Украины — поисково-спасательное судно (U706)[30].
- В Изяславе установлен памятник Герою Советского Союза Онищуку О. П., участнику Афганской войны.
- Партизан-разведчик, советский пионер Валя Котик погиб в 1944 году, помогая советским войскам освободить Изяслав от нацистов.

## Достопримечательности

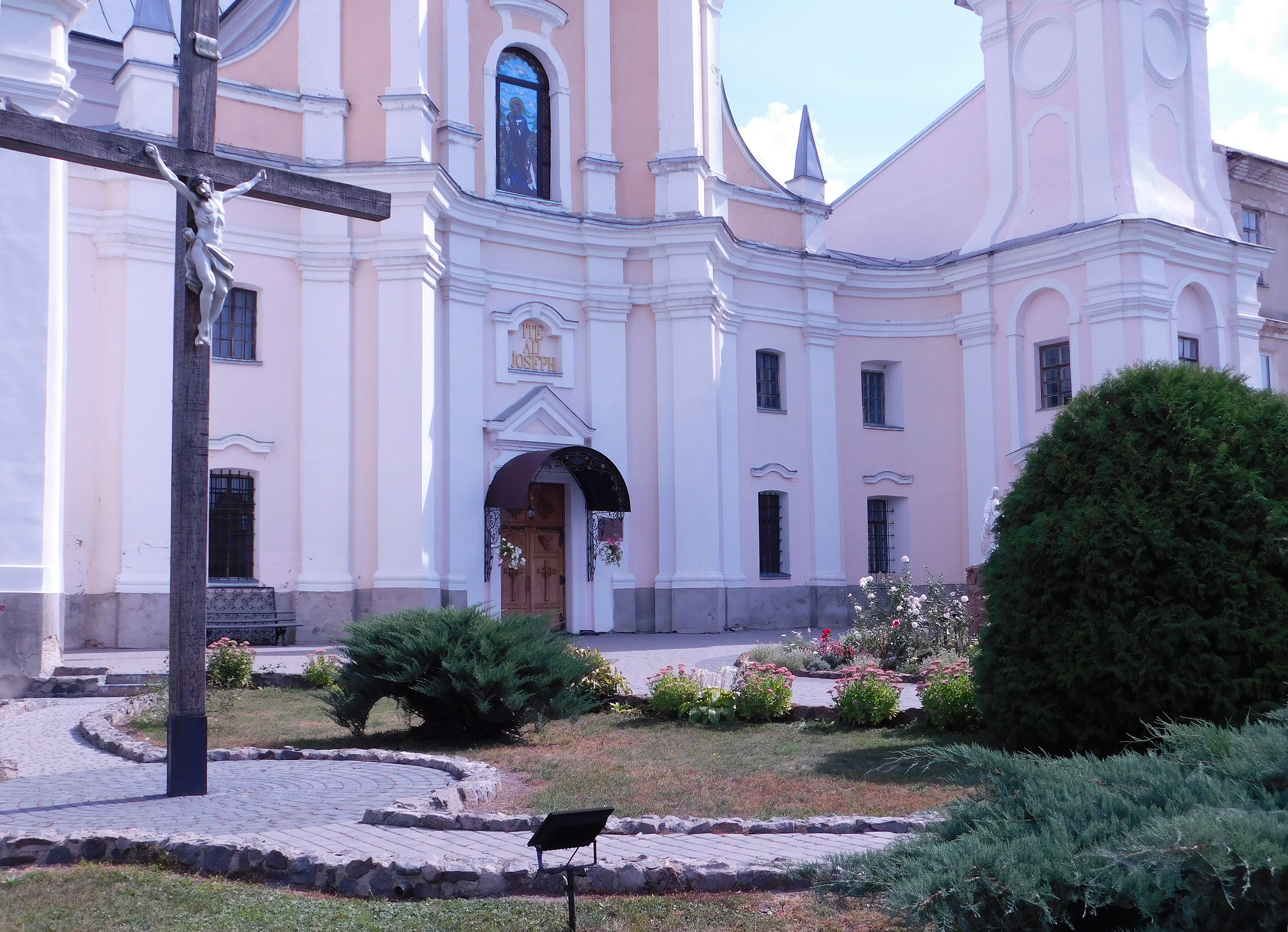
Внутренний двор Костёла святого Иосифа

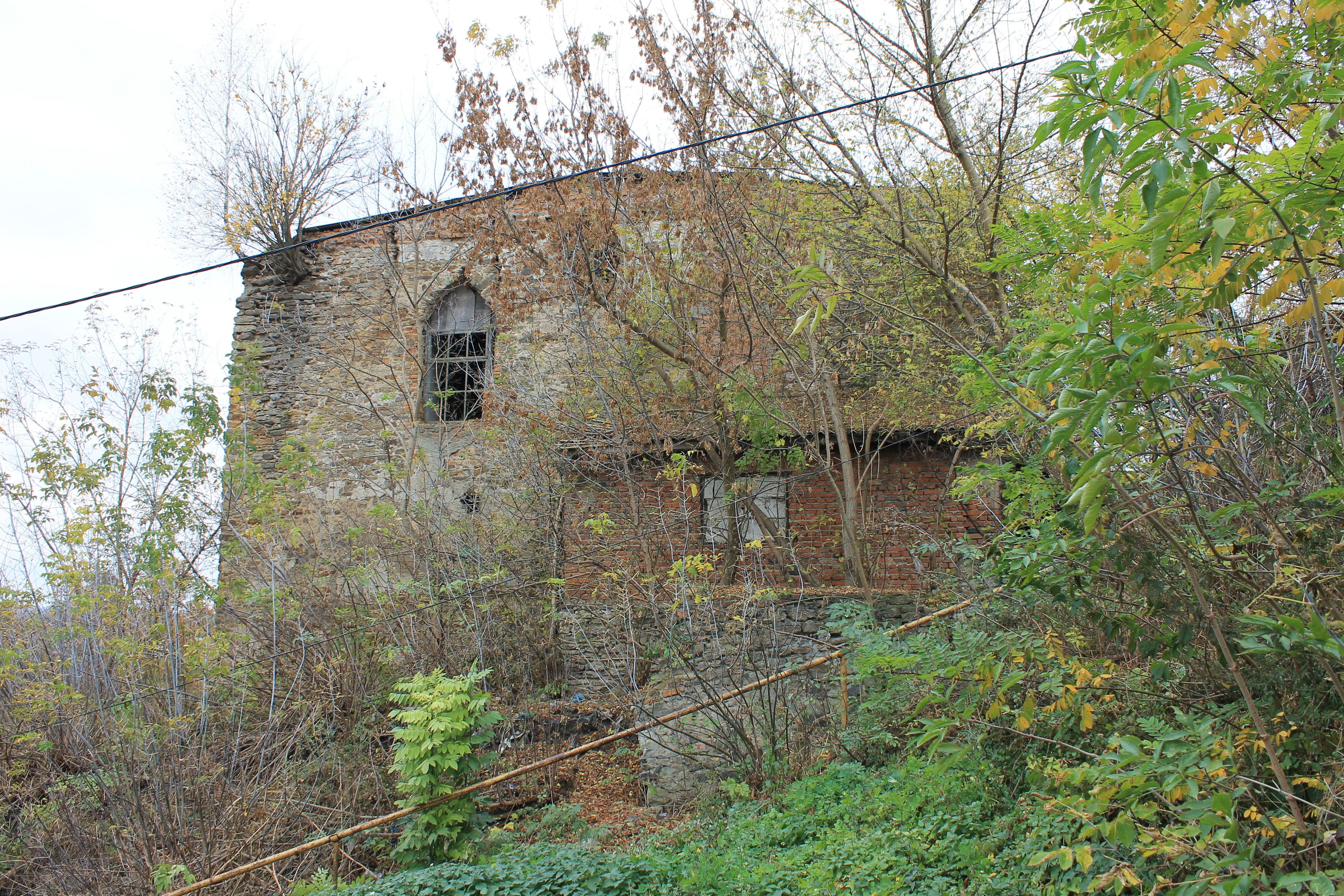
Большая синагога

Монастырь бернардинцев (начало XVII в.) ― построен в стиле барокко, с оборонительными функциями. В монастырский комплекс входят костёл бернардинцев, кельи и стены с башнями и воротами.
Монастырский костёл (1606—1610) построен по проекту львовского архитектора Джакомо Мадлена (Якуб Мадлайн), перестроен в середине XVIII в. итальянским архитектором Паоло Фонтана. Здание кирпичное, зального типа, с ризалитами и притвором, перекрыт сводами. Кровля черепичная. Над южным ризалитом башня, покрытая невысоким шатром. Над притвором открытая галерея с металлической решёткой. Над западным фасадом и северным ризалитом барочные фронтоны, украшенные волютами и пилястрами.
Кельи монастыря построены в 1606—1610 годах архитектором Я. Мадлена, перестроены в 1727 году. Кельи кирпичные, двухэтажные, на восточном фасаде ― ризалит, образуемый трапезной. В центре восточного фасада высокий барочный фронтон, декорированный нишами и волютами. Интересным в архитектурном плане является одноярусный тамбур перед западным входом с пышным барочным фронтоном.
Руины замка (1539) в действительности являются зданием, находившемся на территории замка, где хранилось княжеское имущество. При раскопках здесь обнаружены остатки домов XII—XIII вв., замковых стен. Здание двухэтажное, с подвалами из дикого камня, в кладке есть обработанные белокаменные блоки — видимо, из более ранних построек. Второй этаж и башня из кирпича. Подвал и этажи связаны внутристенными каналами для подъемников.
Костёл Иоанна Крестителя (Фарный) (1599) построен архитектором Я. Мадлена по заказу князя Ивана Заславского, разрушен в 1648 казаками Богдана Хмельницкого, перестроен в 1756 архитектором П. А. Фонтана. Был усыпальницей князей Заславских и Сангушко. Построен из камня и кирпича: шестистолпная базилика с башней на заваде и граненой апсидой на востоке. Под алтарной частью крипта. На щипце северного ризалита две ключевидные бойницы. Архитектура костёла ― удачный пример сочетания элементов готики с ренессансом.
На территории замка XV в. находится Дворец князей Сангушко. Построена П. А. Фонтана в стиле барокко. Это дворец с аркадой-галереей и примыкающим к ней флигелем, мостик, костёл. От усадебного дворца XVIII века остались лишь руины. Дворец перестраивался в 1870-е гг. Он кирпичный, двухэтажный, с мансардами. Нижний этаж делится на две равные половины коридором. Имеется центральный овальный зал с широкими маршами лестниц вдоль стен. Усадебный костёл св. Иосифа (1750—1760) построен П. А. Фонтана, это ― кирпичная шестистолпная трёзнефная базилика с прямоугольной алтарной частью. По сторонам главного фасада ― трёхъярусные башни-колокольни, соединённые с основной частью переходами.

## Галерея

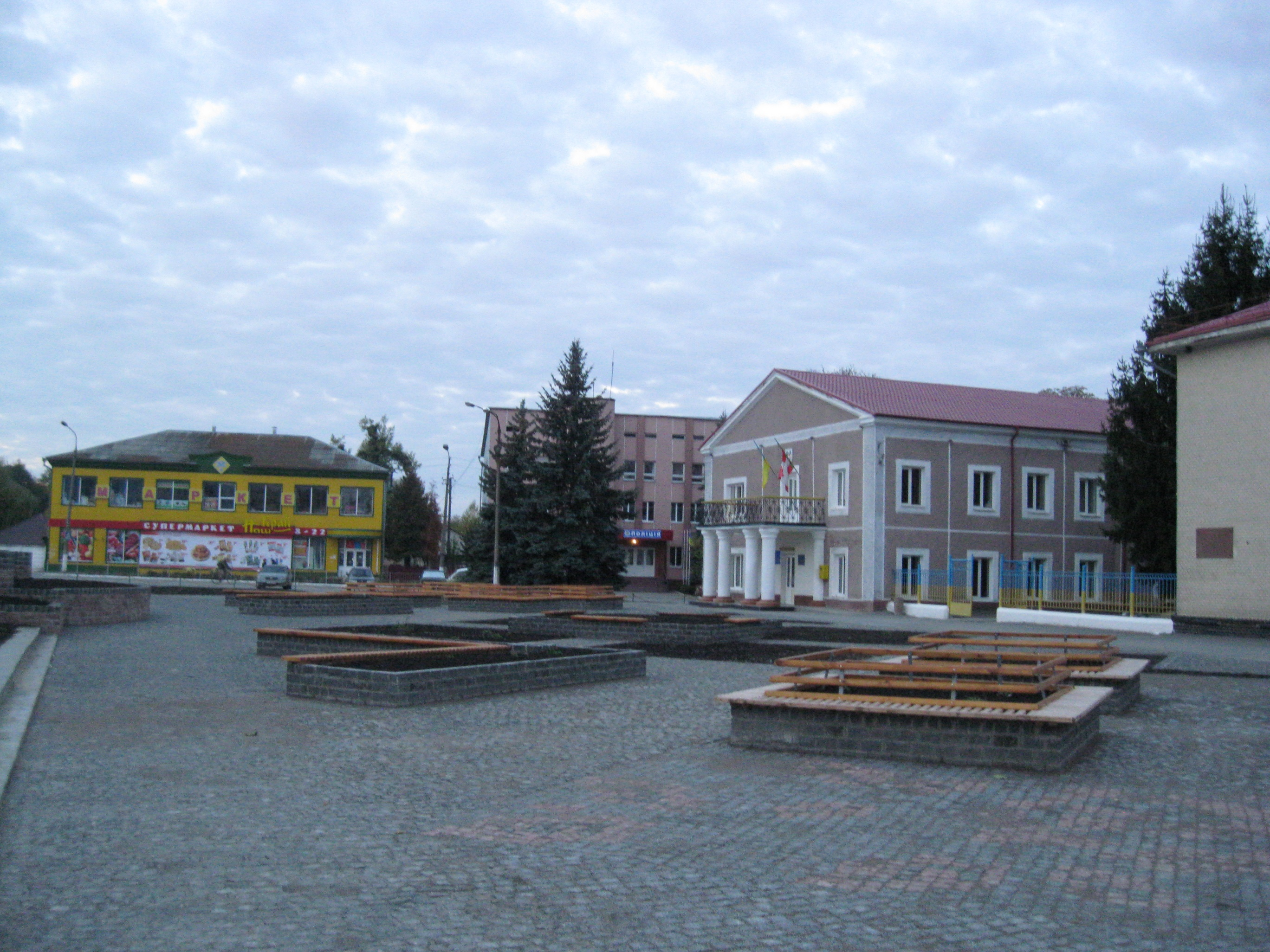
Центральная площадь
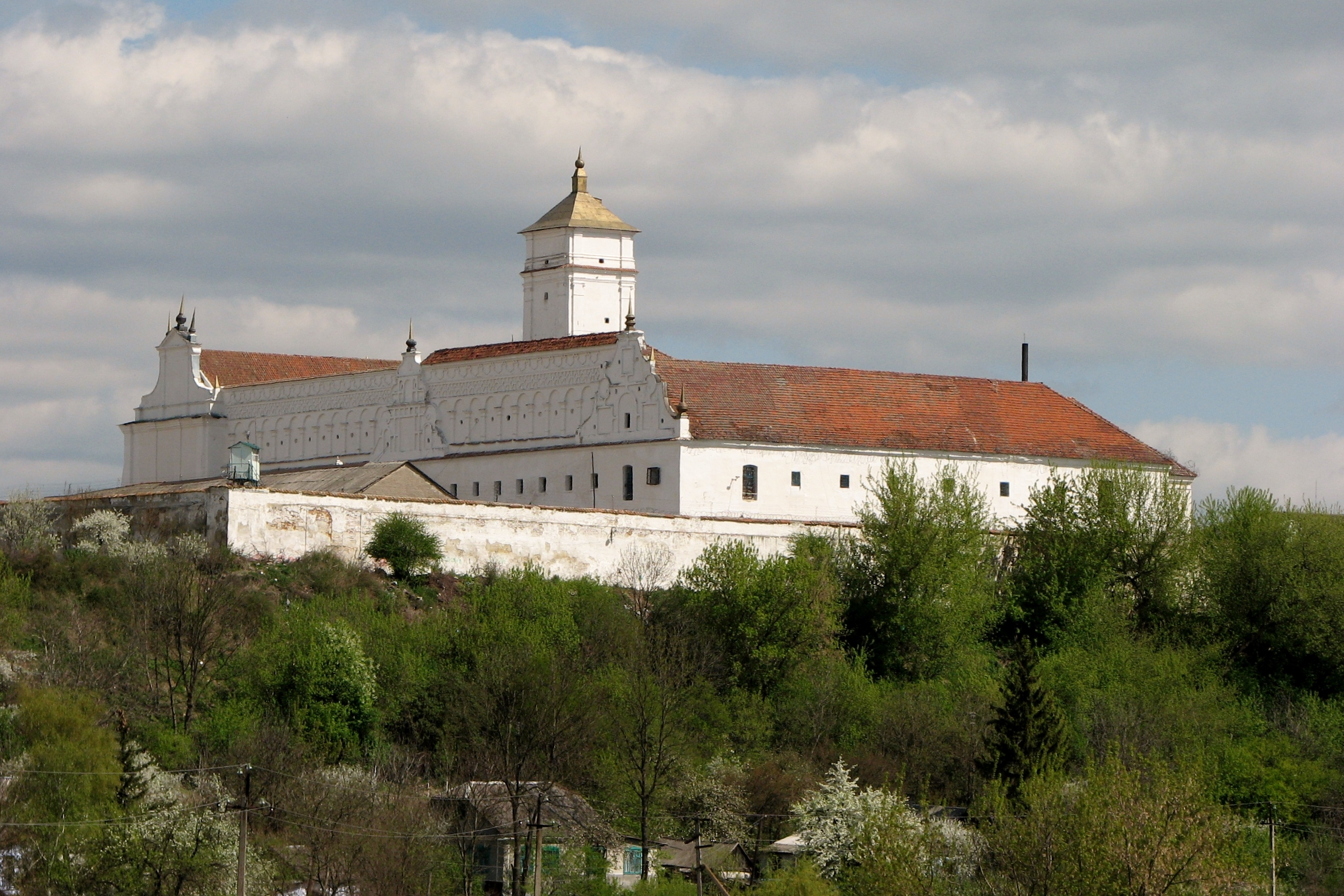
Костел святого Михаила и монастырь бернардинцев
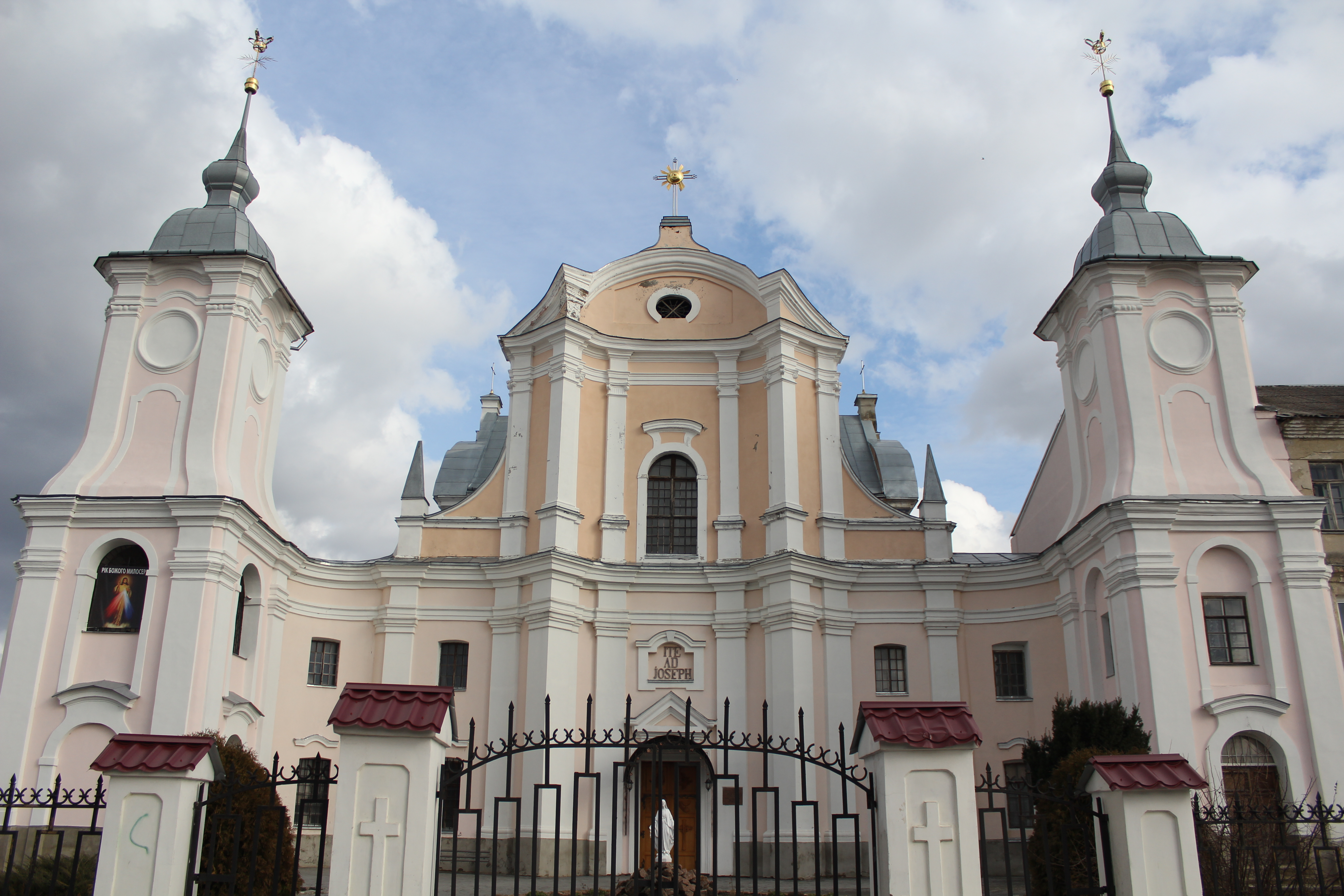
Костёл святого Иосифа
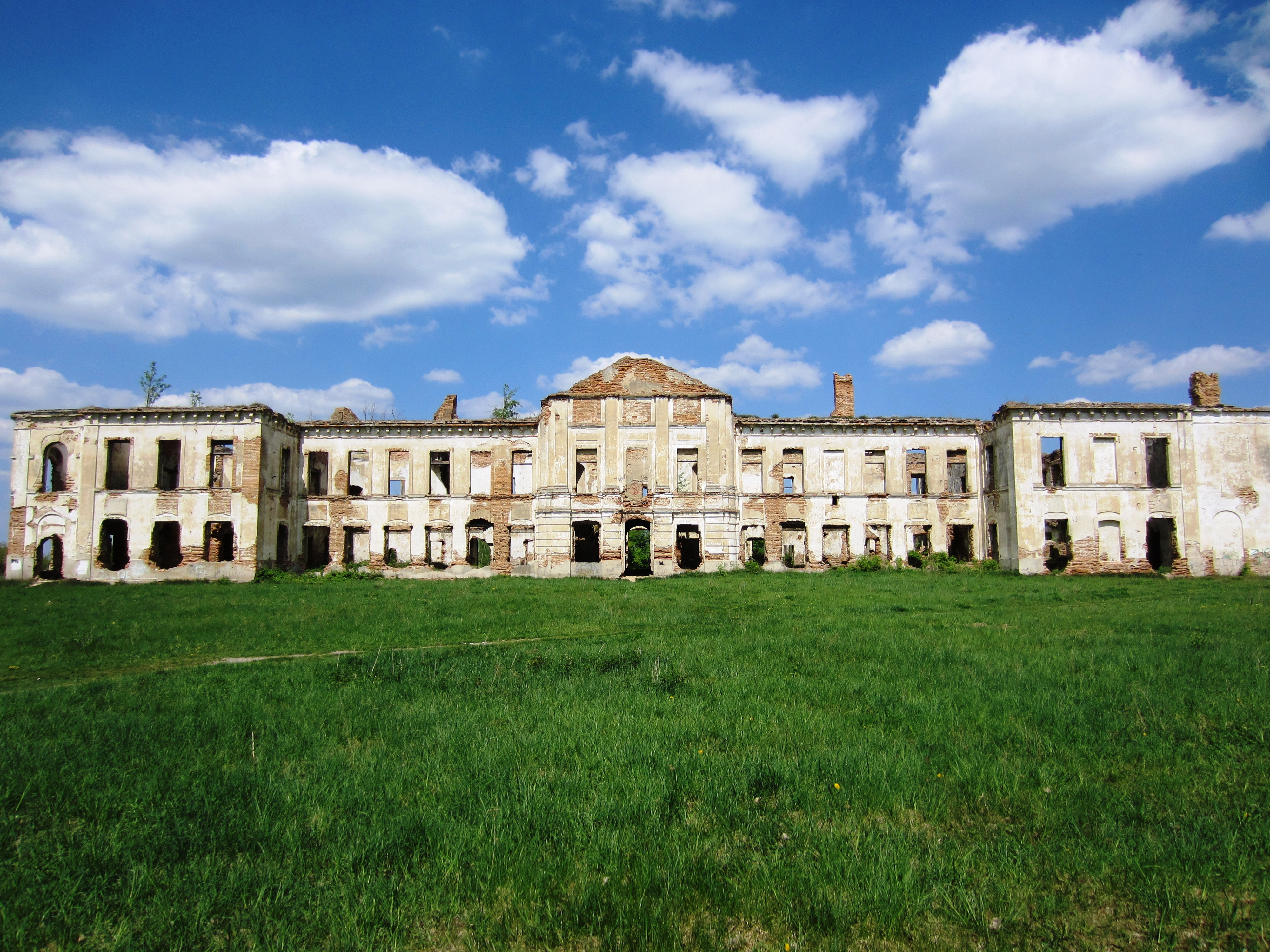
Дворец князей Сангушко
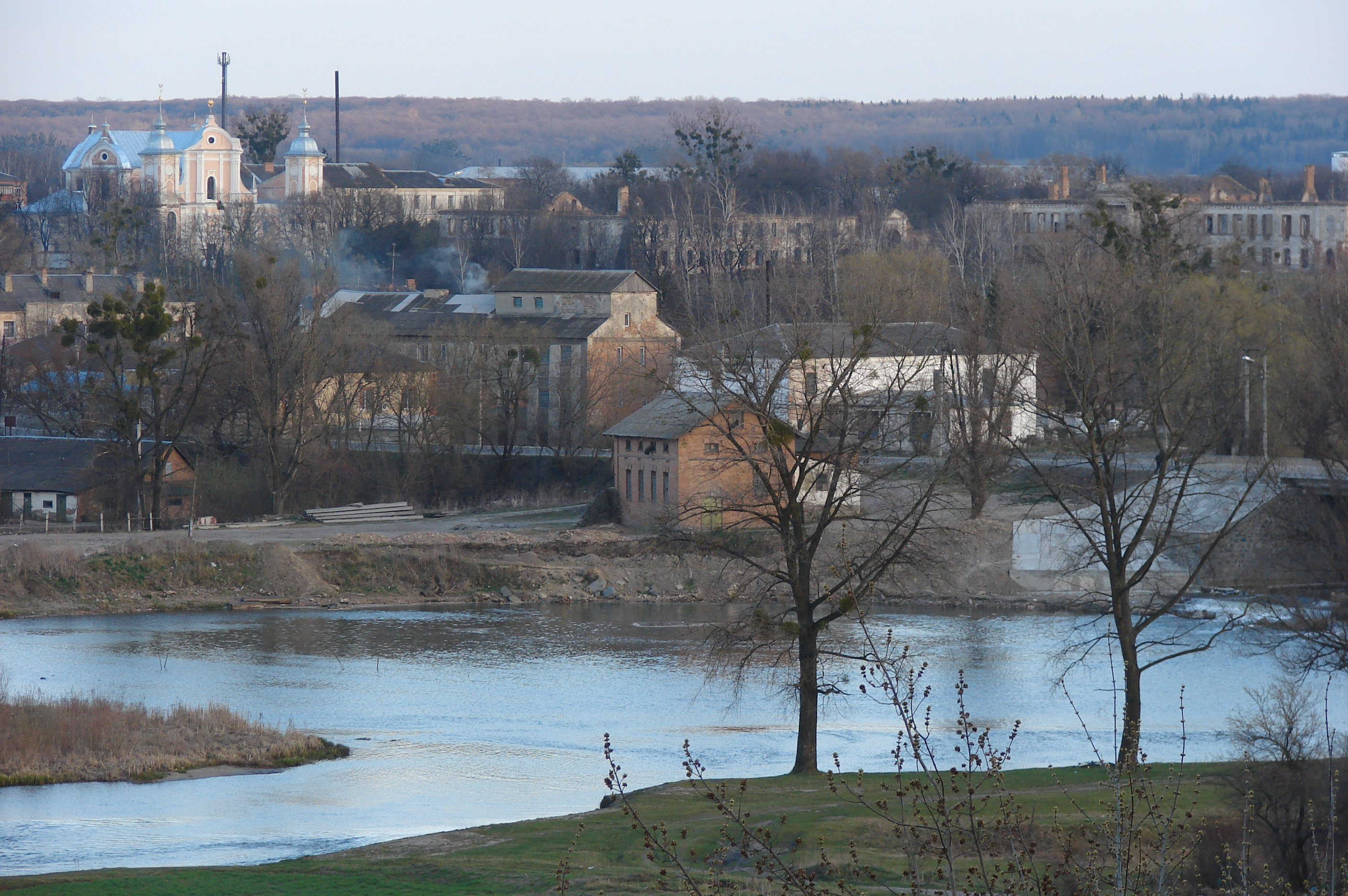
Вид на город
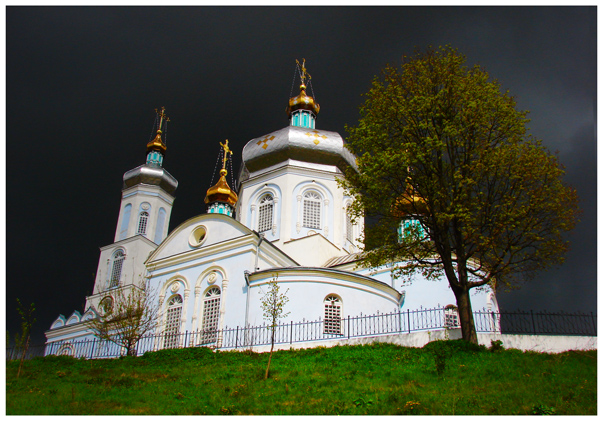
Церковь Рождества Христова
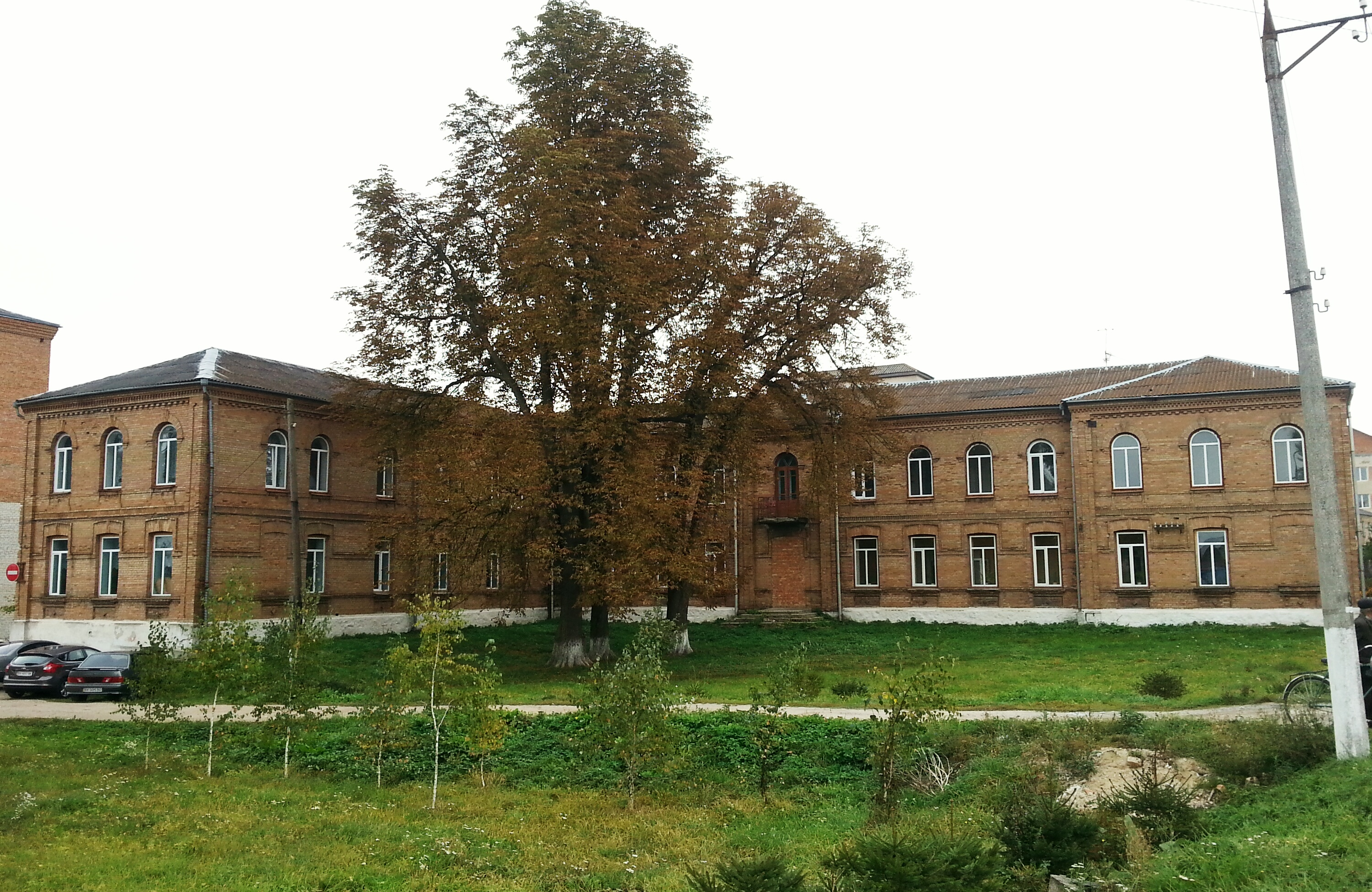
Земская больница
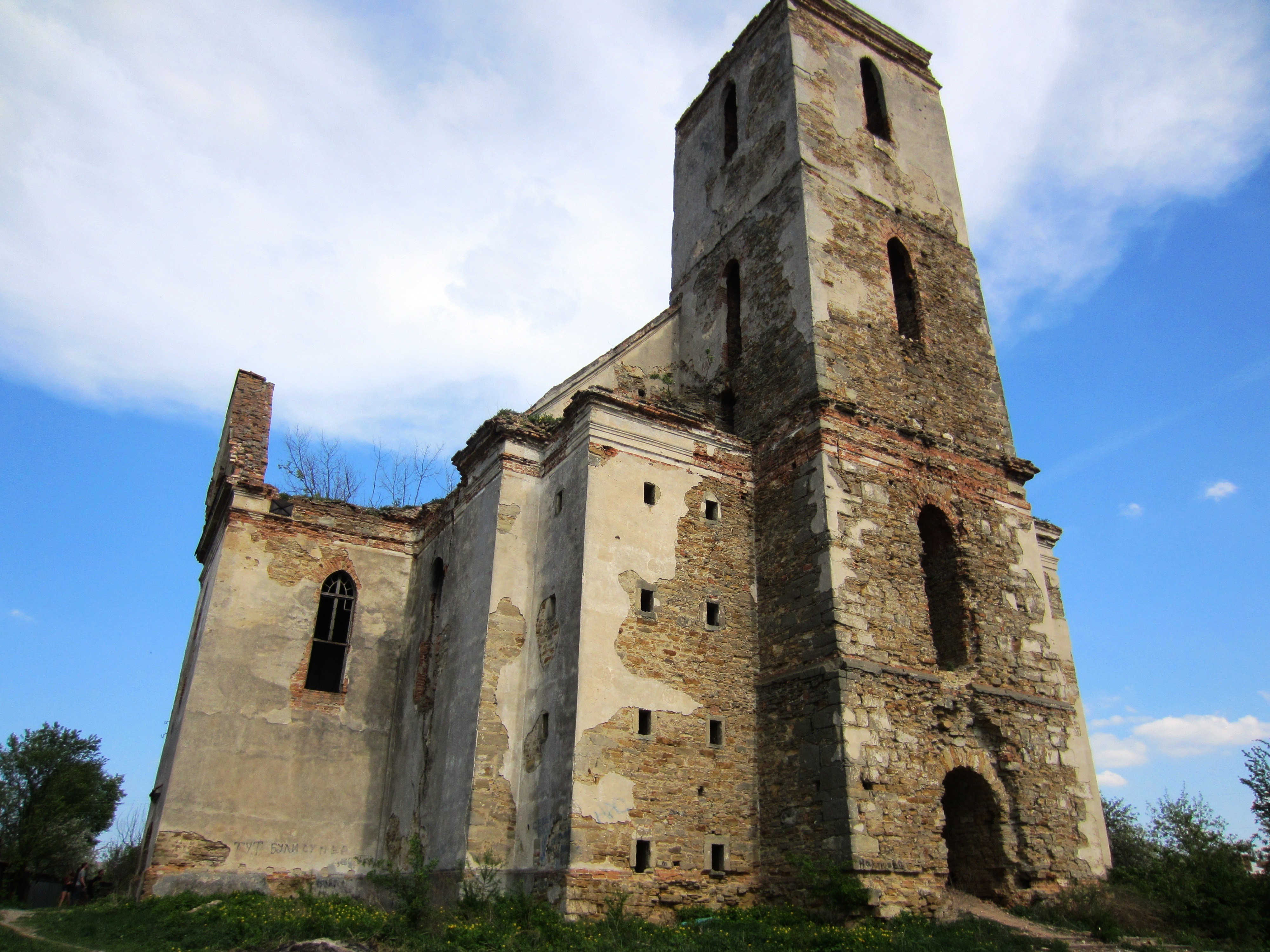
Костёл Святого Иоанна Крестителя
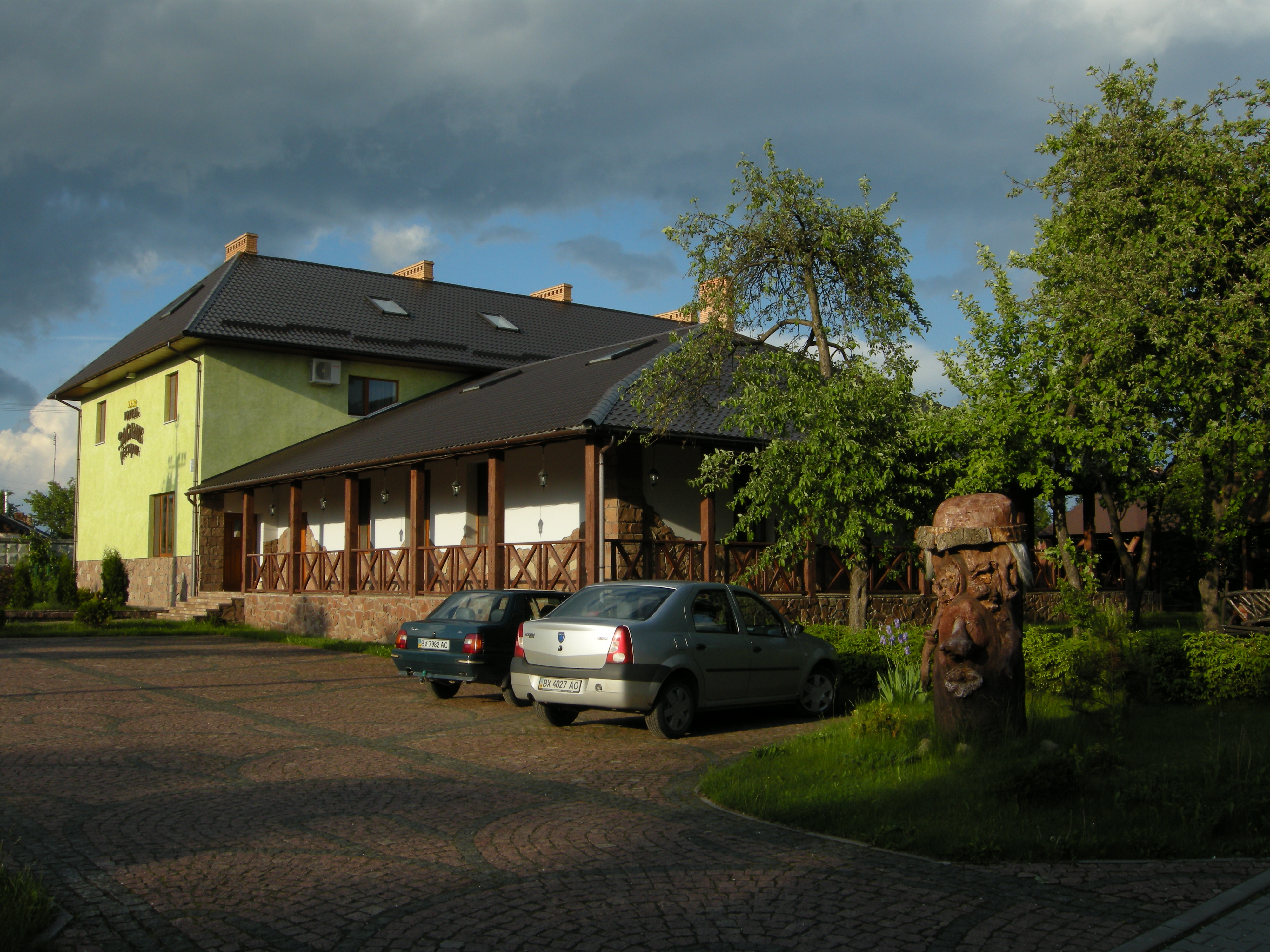
Отель «Заслав»
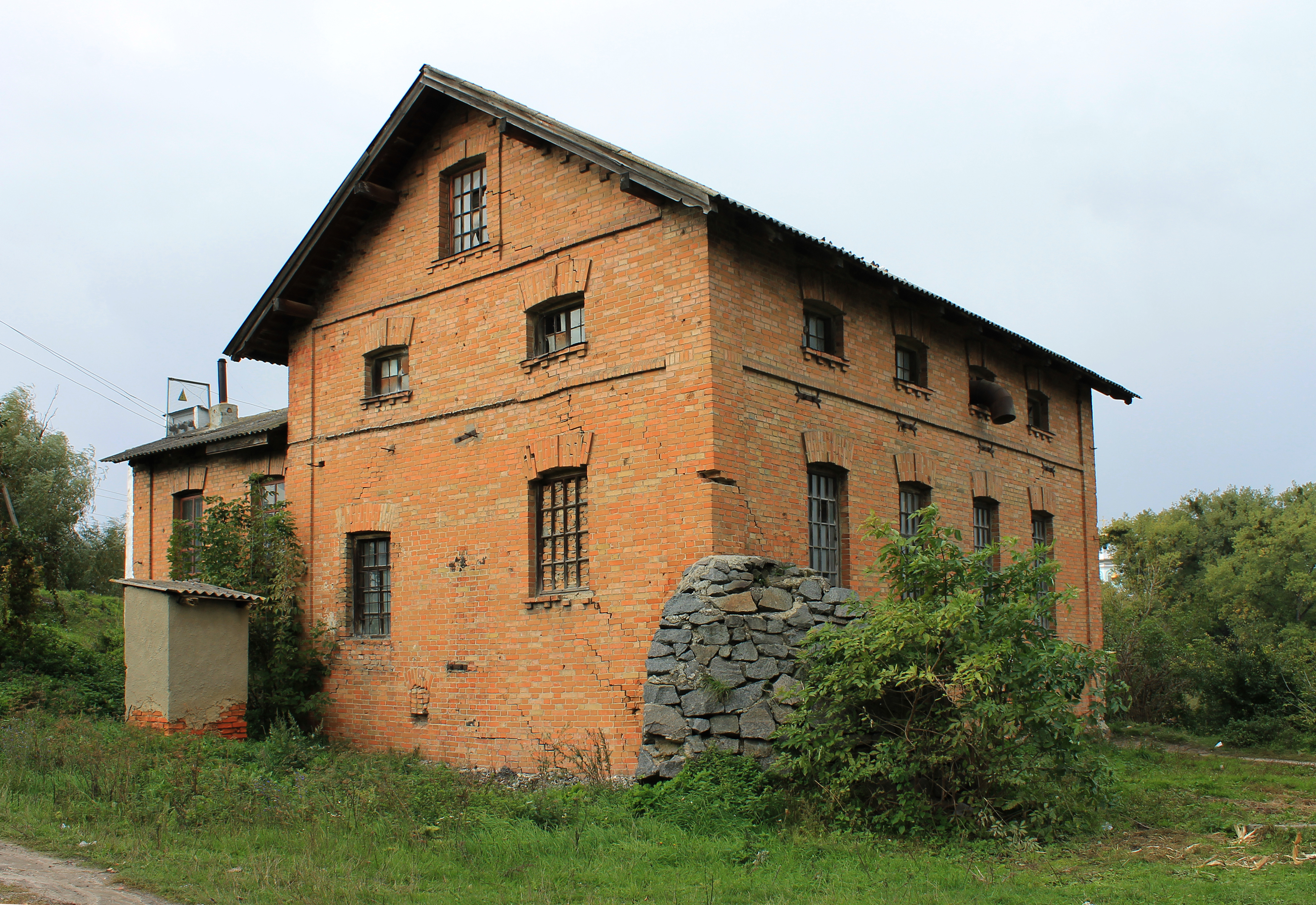
Паровая мельница XIX ст.

## Город на старых рисунках и фотографиях
|              |                                  |                                      |                  |             |
| Старый замок | Костёл Святого Иоанна Крестителя | Дворец Сангушко, Наполеон Орда, 1872 | Большая синагога | Виды города |

|               |                       |                                  |                 |                                  |
| Старый Зяслав | Костёл святого Иосифа | Костёл святого Михаила Архангела | Дворец Сангушко | Монастырь Ордена Святого Бернара |

## Города-побратимы
- Острув-Мазовецка, Польша
- Брембате-ди-Сопра, Италия
- Ловеч, Болгария[34]